# Adrian Zandberg
Adrian Tadeusz Zandberg (n. 4 decembrie 1979, Aalborg, Danemarca) este un istoric polonez, doctor în științe umaniste, profesor universitar, antreprenor, politician.